# Samsung Galaxy Note II
Samsung Galaxy Note II N7100— устройство компании Samsung, сочетающее в себе качества коммуникатора и планшетного компьютера («фаблет»), работающее на операционной системе Android. Отличается от прочих коммуникаторов большим экраном (5,55-дюймов или 141 мм) и наличием стилуса S Pen в комплекте со специальным программным обеспечением для него. Аппарат является преемником Samsung Galaxy Note. Он оснащён четырёхъядерным процессором Samsung Exynos 4412 с тактовой частотой 1600 МГц, экраном разрешением 1280×720, 2 ГБ оперативной памяти, 8-мегапиксельной камерой с возможностью записи видео разрешением Full HD 1080p и 2-мегапиксельной фронтальной камерой для видеозвонков.
Смартфон Samsung Galaxy Note II вышел в продажу и изначально работает под управлением современной версии ОС Android 4.1.1 Jelly Bean, а в качестве интерфейса использует фирменную оболочку TouchWiz.

## История
Galaxy Note II Был представлен 29 августа 2012 на выставке IFA 2012, поступил в продажу в начале октября 2012 года. А через 37 дней после начала продаж Samsung продала более 3 миллионов устройств, спустя 2 месяца это количество достигло 5 миллионов.

### Версии ПО
В декабре 2012 года вышло обновление до Android 4.1.2 Jelly Bean, а на июнь 2013 года была запланирована версия 4.2.2, выход которой отменили в связи с трудностями портирования, и сразу началось портирование 4.3 вплоть до декабря 2013.
С 19 ноября 2013 года Galaxy Note 2 стал получать обновления ПО до версии Android 4.3 Jelly Bean. В апреле 2014 года официально выпущено обновление до Android 4.4 KitKat.

## Характеристики
Galaxy Note II оснащён 5,55-дюймовым экраном HD Super AMOLED S-Stripe RGB (3 субпикселя/пиксель) (не PenTile), разрешением 1280×720; 1,6 ГГц четырёхъядерным процессором Exynos; 2 ГБ оперативной памяти; двумя камерами: 8-мегапиксельной и 2-мегапиксельной фронтальной, также аккумулятором ёмкостью 3100 мА·ч. Устройство немного тоньше своего предшественника (9,4 мм против 9,7), но тяжелее на 2 грамма. В зависимости от конкретной модели может поддерживать HSPA+ на 21 Mbps, либо 4G LTE(42.2 Mbit/s DC-HSPA+). Работоспособность Wi-Fi на Galaxy Note II обеспечивается чипсетом Broadcom BCM4334, который поддерживает IEEE 802.11 a/b/g/n Wi-Fi на  2.4 ГГц и 5 ГГц dual-band с максимальной скоростью 150 Mbps. Кроме того, в наличии модуль Bluetooth версии 4.0 с поддержкой HS, а также FM-радио.
Galaxy Note II может поставляться с 16, 32 либо 64 Гб флеш-памяти, которую можно расширить ещё на 64 Гб с помощью карты microSD.

### S-Pen
Стилус S Pen, чувствительный к силе нажатия, слегка толще, чем в оригинальном Samsung Galaxy Note, поддерживает новые возможности, известные как Air View, которые позволяют просматривать контент во всплывающем окошке, лишь наводя на него стилус, не касаясь экрана. S Pen распознаёт 1024 уровня степени нажатия, то есть более чувствителен, чем оригинальный Note, где 256 уровней.

## Использование в армии США
Командование Армии США закупило около семи тысяч телефонов Samsung Galaxy Note II, которые будут носиться бойцами на груди, пишет The Wall Street Journal со ссылкой на военный источник. Кроме того, ожидается, что южнокорейская компания Samsung может получить заказ Агентства национальной безопасности США на поставку нескольких тысяч таких устройств. Американским военным фаблеты Note II будут поставляться в версии Nett Warrior. Официально ни Армия США, ни Samsung информацию о закупках мобильных устройств не комментируют. Рик Уолш, начальник управления CIO G/6 Армии США, отвечающего за интеграцию и применение коммерческих электронных устройств, заявил изданию Defense News, что аппаратная начинка поставляемых для военных гаджетов изменений не претерпевает, однако программное обеспечение заменяется полностью. Ранее американские военные объявляли, что электронные устройства для военных получают специальную защищённую версию операционной системы Android, в которой отключены практически все коммуникационные возможности, включая модули сотовой связи, Wi-Fi и Bluetooth. Обмен данными между устройствами производится посредством подключения к носимым рациям Rifleman Radio. Фактически планшеты и коммуникаторы выполняют функцию информационных дисплеев. Система Nett Warrior была разработана в интересах Армии США. Её основной задачей является отображение местоположения бойцов на поле боя, с выводом подробной информации на планшет командира. Фаблеты Galaxy Note II в составе системы призваны обеспечивать навигацию и отображение данных о местоположении бойцов с отметками на электронной карте. Ограниченные партии фаблетов покупались американскими военными и ранее в рамках разработки системы Nett Warrior. http://lenta.ru/news/2014/02/17/noteii/

## Критика
Samsung Galaxy Note II N7100 стал ещё более успешным, чем Galaxy Note N7000. Его хвалили за дисплей, звук и батарею.